# Форкий
Фо́ркий, Фо́ркис, Форк (др.-греч. Φόρκυς) — в древнегреческой мифологии морское хтоническое божество, бог бурного моря, бог чудес. Сын Понта и Геи, либо сын Урана и Геи, либо сын Понта и Тефии.
Брат и супруг морского божества Кето — злобной богини пучины. Вместе они повелевали всеми морскими штормами и наводили ужас на моряков, порождая морских чудовищ. Их дети: горгоны и грайи; геспериды (по версии); стоглавый дракон Ладон, стороживший золотые яблоки гесперид; сирены (по версии) и Ехидна (по версии). Также именно Форкий был отцом Троянского морского зверя, которого Посейдон натравил на жителей Трои, в наказание её царю, который не отблагодарил бога за то, что тот защитил границы города.
Кроме того, Форкий является отцом чудовища Скиллы (от союза с Гекатой, Ламией или Кето), бога битвы Полемоса.
Согласно Гомеру, Форкий — морское божество, дед Полифема (как отец нимфы Фоосы).
Ему посвящена пристань на Итаке. Союзник Диониса.
По интерпретации, он был эфиопом с острова Керн за Геракловыми столпами, царём трёх островов. По истолкованию, царь, отец трёх дочерей. По Варрону, это царь Корсики и Сардинии, побеждён в морской битве царём Атлантом.
В его честь назван спутник транснептунового объекта (65489) Кето.